# Philippe Druillet

Una mural a Angoulême.

Philippe Druillet, nascut el 28 de juny de 1944 a Tolosa de Llenguadoc, és un dibuixant de còmics i guionista francès. També és cartellista, escultor i decorador.

## Biografia

### Els inicis
Va néixer el 28 de juny de 1944, dia de l'assassinat per la Resistència de Philippe Henriot, secretari d'Estat de Propaganda del règim de Vichy. És per retre homenatge a aquest últim que el futur dissenyador va ser batejat Philippe. Els seus dos pares eren, de fet, feixistes convençuts. El seu pare, Víctor Druillet, que havia lluitat a la Guerra Civil espanyola al costat dels franquistes, era aleshores responsable de la Milícia del Gers, a Auch. La seva mare, Denise, també estava implicada a la milícia local, de la qual n'era la cap administrativa. L'agost de 1944, poc després del naixement de Philippe, els seus pares van fugir a Alemanya, a Sigmaringen, on Louis-Ferdinand Céline va haver de tractar el nen, que va passar 25 dies sota una campana d'oxigen, i després a Figueres, a Catalunya, per escapar del processament per col·laboració. Van ser condemnats a mort per incompareixença. És només més endavant que Philippe Druillet va descobrir el passat dels seus pares.
Va tornar a França,a París, el 1952, després de la mort del seu pare. Durant aquest període només va aconseguir ser acceptat pels seus companys com un artista, un foraster, cobrint quaderns sencers amb dibuixos. També freqüenta molt el cinema (La tomba hindú de Fritz Lang, Hamlet de Laurence Olivier, King Kong o Il ladro di Bagdad). Philippe Druillet considera aquest període com a decisiu per al seu desenvolupament futur.
Al voltant dels 13-14 anys, es va interessar per la ciència-ficció, descobrint autors com H. P. Lovecraft. L'any 1963 la seva àvia va fer de conserge al nr. 17 de l'Avinguda d'Eylau al XVI districte de París i pot quedar-se a l'últim pis de l'habitació d'una criada. El segon pis era ocupat pel dissenyador Piem.
Després del seu certificat escolar, es va convertir en fotògraf i va conèixer Jean Boullet cap als 16-17 anys. Aquest últim li va ensenyar les bases del dibuix i la pintura i li va obrir la ment a l'estètica i la bogeria.
El 1964-1965, va estar incorporat al servei cinematogràfic de l'exèrcit, que li donava temps lliure. Influenciat per la lectura del llibre Le Matin des magiciens de Louis Pauwels i Jacques Bergier, al seu retorn a la vida civil decideix dedicar-se al dibuix.
El seu primer còmic, Le Mystère des abîmes, publicat el 1966 per Losfeld, presenta el seu heroi recurrent Lone Sloane en una història de ciència-ficció. Pressionat per l'editor per enllestir el seu àlbum, va produir les últimes trenta làmines en dos mesos. Més endavant qualificarà l'«Sloane editat per Losfeld de molt mal dibuixat».
Gràcies a aquest primer àlbum, pel qual pràcticament no va rebre drets d'autor, es va incorporar a l'editorial francesa OPTA, per la qual va crear portades i il·lustracions.
Va ser en aquesta època que va conèixer la seva dona Nicole.

### L'època dePilote

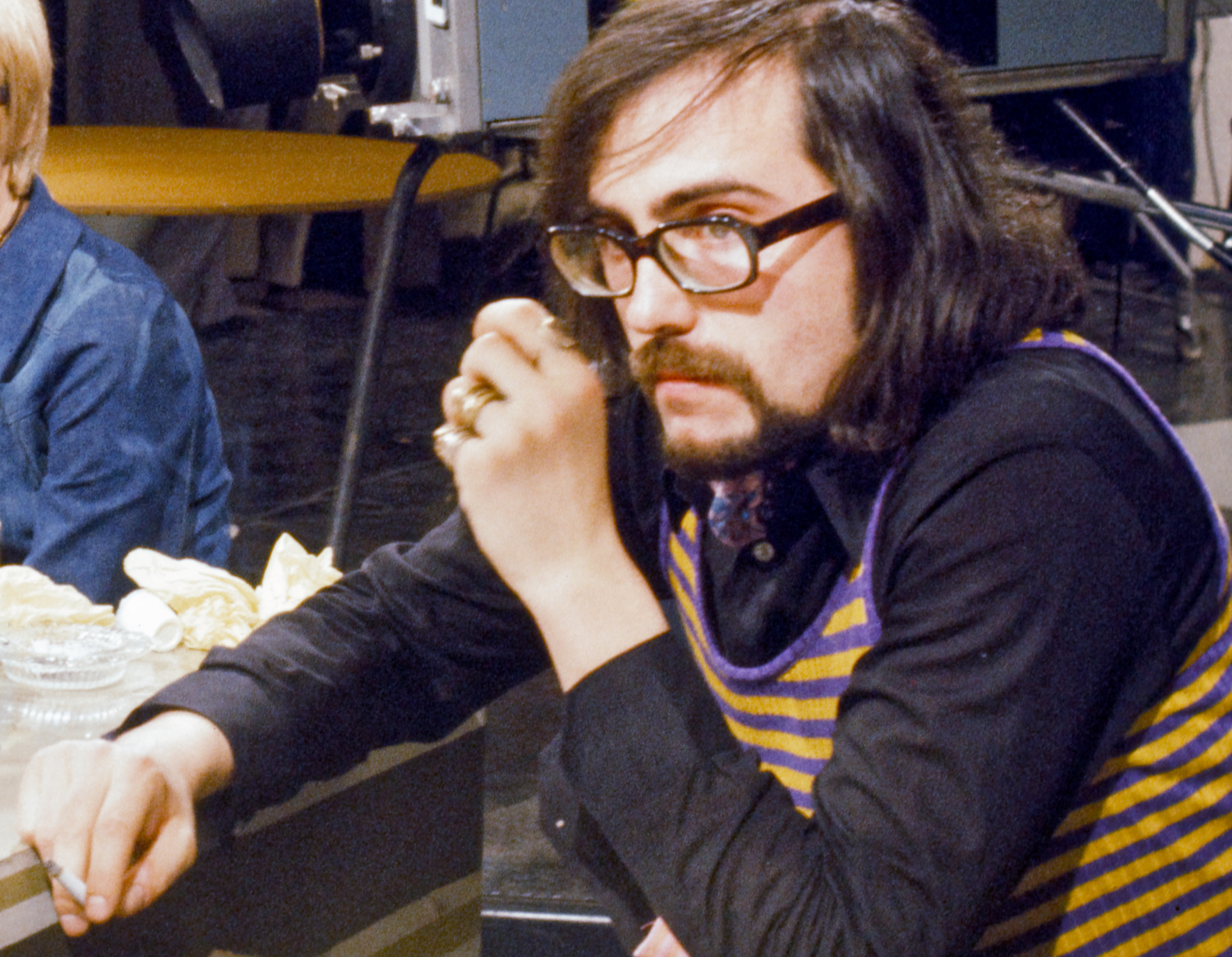
Philippe Druillet el 1973 a Mont-real.

El 1969, va mostrar algunes il·lustracions de Yragaël a Jean Giraud, i René Goscinny li va donar el seu acord per a vuit planxes a la revista Pilote. Va continuar la saga de Lone Sloane, amb un estil cada cop més extravagant, innovant amb una disposició atrevida i la introducció d'imatges generades per ordinador als decorats que va presentar al programa de televisió Volume el 1971, i seguidament al programa Italiques el 1973.

### Métal HurlantiLes Humanos
L'any 1974, arran de desacords amb la redacció de Pilote, abandonà la revista i fundà, amb Giraud i Jean-Pierre Dionnet, el mensual Métal hurlant i l'editorial Les Humanoïdes Associés.

### La Nuit
Aquest àlbum, publicat l'any 1976, marca un punt d'inflexió en l'obra de Druillet, ja que està molt lligat al seu suport a la seva dona durant la malaltia, fins a la seva mort.
Gràficament molt ben aconseguit, l'àlbum es caracteritza per un color i muntatge innovadors i molt efectius, al servei d'una història desesperada. Per al dibuixant, que es va veure profundament afectat per la mort de la seva parella, el còmic, que està dedicat a ella, va ser una manera d'exorcitzar el seu dolor.
De tots els universos de Druillet, La Nuit és probablement el més fosc, el més nihilista. Representa la lluita d'una humanitat desconsolada, organitzada en grups anarquistes, drogada fins a l'últim grau i que haurà d'anar a conquerir el «dipòsit blau», una font fantàstica de totes les drogues que permeten als quasi-zombis sobreviure en aquest món de bogeria. Aquests grups tenen un vessant rock 'n roll; encarnen la llibertat, l'anarquisme, la força de la vida. D'altra banda, s'hauran d'enfrontar als agents de l'ordre i el no-res per aconseguir el dipòsit blau. No hi haurà final feliç. De fet, és tot el contrari.
L'heroi, Heinz, segueix un viatge personal idèntic, d'un líder de grup il·luminat i sense por, segueix aquesta carrera cap a l'abisme, perdent a poc a poc la seva estranya innocència. S'adona abans que els altres que aquest impuls no porta enlloc, que la seva lluita serà en va i la seva destrucció inevitable. La vida exuberant que descriu Druillet no pot escapar de la mort programada. Aquest àlbum destaca per l'absència total d'evasió del desenllaç final, on Druillet havia subratllat sovint el poder d'una certa bogeria, d'una revolta, la primacia de la vida sobre el metall, les màquines i l'ordre; aquí només es tracta d'una mort inevitable.

### Salammbô
El 1980, Druillet va crear Salammbô, una trilogia inspirada en la novel·la homònima de Gustave Flaubert.
L'argument barreja pura invenció i fidelitat a la història de Flaubert. De fet, a part de la introducció que explica la presència de Lone Sloane dins el món de Salammbô i la conclusió que permet que Sloane no sigui totalment aniquilat, tota la història segueix de prop la novel·la original, amb llargs passatges fins i tot reproduïts fins a l'última coma.
Aquí, Lone Sloane és interpretat per Druillet en el personatge de Mathô el bàrbar, que intenta destruir Cartago i conquerir la princesa Salammbô, un intent que dóna lloc a imponents escenes de batalla de doble pàgina, ideals per expressar plenament la creativitat gràfica de Druillet. Al llarg de tres àlbums, l'autor explora registres diferents i sovint innovadors, en un estil proper a la pintura. També es reprodueixen diversos taulers sobre tela.

### Després deSalammbô
El 1986 va crear Bleu l'Enfant de la Terre, una sèrie de televisió animada en tretze capítols emesa el 1990 a Canal+. Per tal de promocionar les joguines, la productora IDDH imposa als escenaris els personatges de Rocklords, una llicència Bandaï, que Philippe Druillet no admet.
El 1990, va dirigir el vídeo musical de la cançó Excalibur de William Sheller.
El 1996 va rebre el Grand Prix national des Arts graphiques.
Durant la disputa legal que va tenir lloc als anys noranta entre Albert Uderzo i Éditions Dargaud, Philippe Druillet es va posar del costat del seu editor i va declarar que Uderzo era «un Citizen Kane sense el talent d'Orson Welles. […] Vol fer fallida una editorial i tots els seus autors per afegir un o dos Ferrari al seu garatge».
Amb Amélie Aubert i Benjamin Legrand, va crear Xcalibur, una sèrie de televisió d'animació generada per ordinador de 40 capítols emesa des del 2002 a Canal+.
Va dissenyar els decorats de la sèrie de televisió Les Rois maudits (versió 2005).
A més de les seves activitats com a autor de còmics i il·lustrador, també es va interessar pe l'òpera rock, la pintura, l'escultura, l'arquitectura i la infografia.
El 2013 va sortir el vinil «Cosmic Machine - A voyage across French cosmic & electronic avantgarde 1970-1980», la portada del qual està completament il·lustrada amb tres dibuixos seus.

## Obra
Publicació el gener de 2014 de la seva autobiografia Delirium, publicada per l'editorial Les Arènes, amb David Alliot.

### Escenografia
La música forma part de l'univers de Philippe Druillet. El rock i l'òpera alimenten la seva imaginació i descriu els seus àlbums com «partitures». Va descobrir Carmina Burana de Carl Orff i el Rèquiem de Verdi quan va comprar els seus primers discos en un mercat dels encants. L'any 2014, any del seu 70 ans, va ser convidat a il·lustrar visualment la cantata organitzada a les Chorégies d'Orange. El 2016 va ser el torn del rèquiem messa. Creacions i extractes dels seus àlbums s'animen i es projecten a la paret de l'antic teatre, de cent tres metres de llargada i trenta-set metres d'alçada, adaptant-se al llibret i a l'arquitectura del lloc, fent malabars especialment amb l'estàtua d'August enfilada a la part superior del mur.

### Cartells de pel·lícules
- La recerca del foc, 1981.
- Yor, el caçador del futur, 1983.[12]
- El nom de la rosa, 1986.

### Revistes
- Approche de Centauri (dibuix de Moebius), relat breu publicat a Métal hurlant reeditat a Cauchemar blanc, Les Humanoïdes Associés, 1977.

### Antologies, il·lustracions i obres diverses
- Elric le nécromancien (amb Michel Demuth – segons l'obra de Michael Moorcock), Pellucidar, 1968
- The return to Melnibone (segons Michael Moorcock), Unicorn, 1973, Jayde Design, 1997
- Retour à Bakaam (text de François Truchaud), Chêne, 1976
- Druillet 30 / 30, Les Humanoïdes Associés, 1981
- P.A.V.É., Dargaud, 1988
- Excalibur, el videoclip de la cançó de William Sheller, 1990
- Manuel l'enfant-rêve (amb Jacques Attali), Stock, 1994
- Paris de fous (amb Robert Doisneau), Dargaud, 1995
- Il était une fois…, adaptació de Cendrillon, 1995
- Visioni di fine millennio, Hazard, 1999
- Les Univers de Druillet, Albin Michel, 2003
- Les Rois maudits, Albin Michel, 2005
- Métal esquisses, Éditions Zanpano, 2009
- Métal mémoires. Édition Zanpano 2010
- Métal héros. Édition Zanpano 2014
- Marie Barbier Éditions. Flaubert, Druillet : une rencontre, 2017, p. 96. ISBN 978-2-9561-193-0-2.
- Explorations, Éditions Barbier & Mathon, 2018
- Participació à Wah Wah 2 de Charles Berberian, éditions Exemplaire, 2022

### Portades de discos
Portades de discos:
- Grail produced by Rod Stewart, Barclay, 1971
- Igor Wakhévitch, Docteur Faust, EMI, 1971
- Jimi Hendrix 2 / Electric Ladyland, Barclay, 1975
- Blacksun, Rockland Records, 1978
- Richard Pinhas, East-West, 1980
- Georges Grünblatt, K-Priss, Polydor, 1980
- Philippe Sarde, La Guerre du feu, RCA, 1981
- Sortilège, Metamorphosis, Banzai Records, 1984
- William Sheller, Excalibur, Mercury, 1990
- Agressor, Neverending Destiny, Black Mark Production, 1990
- Richard Pinhas, DWW, Cuneiforme Records, 1992
- Proton Burst, La Nuit, Wotre Music, 1995
- Pierre Bachelet, La Ville ainsi soit-il, RCA, 1995
- Art Zoyd, Metropolis, In-Possible Records, 2002
- Acanthus, Le Frisson des vampires, Finder Keepers Records, 2010
- Og Musique, La Transformation, Not On Music, 2010
- I Love UFO, Dirty Animals, Bruit Blanc, 2010
- Yogsothery, Gate I : Chaosmogonic Rituals Of Fear, Voidhanger Records, 2010
- Cosmic Machine - A Voyage Across French Cosmic & Electronic Avantgarde (1970-1980), Because Music, 2013
- Alain Pierre, Ô Sidarta, Finder Keepers Records, 2020}}

### Sèries de televisió
- 1990: Bleu l'Enfant de la Terre (creador)
- 2001-2002: Xcalibur (cocreador amb Amélie Aubert i Benjamin Legrand)
- 2001-2002: Les Rois maudits (decorats)

### Videojocs (disseny visual)
- 1999: Ring : L'Anneau des Nibelungen, Arxel Tribe i Cryo Interactive, basat en Richard Wagner.
- 2002: Ring II, Arxel Tribe i Wanadoo, basat en Richard Wagner.
- 2003: Salammbô, Cryo Interactive i The Adventure Company, basat en Gustave Flaubert.

## Exposicions
- Philippe Druillet, La nit transfigurada, del 6 al 21 d'abril de 2018 (amb motiu del Festival PULP a la Ferme du Buisson, Noisiel, el centre d'art de Marne-la-Vallée).
- Les 6 voyages de Philippe Druillet, exposició inaugurada durant el Festival d'Angoulême de 2023, del 26 de gener al 12 de març de 2023, museu d'Angoulême.

## Distincions

### Premis
- 1973: Premi especial Saint-Michel (ciència-ficció) per Delirius (Lone Sloane, volum 3).
- 1976: Premi Especial del Grand Prix de l’Imaginaire per Urm the Madman.
- 1988: Grand Prix d'Angoulême, per tota la seva obra.[13]

### Decoracions
- Commandeur de l'ordre des Arts et des Lettres. És nomenat commandeur l'11 décembre 1997.